# Centro de Almaceneros Minoristas
Das Centro de Almaceneros Minoristas ist ein Bauwerk in der uruguayischen Landeshauptstadt Montevideo.
Das 1929 projektierte Gebäude befindet sich im Barrio Cordón an der Avenida 18 de Julio 1701–1707, Ecke Magallanes 1408–1412. Als Architekt zeichnete Julio Vilamajó verantwortlich. Das Centro de Almaceneros Minoristas wurde ursprünglich als Wohnappartement- und Bürohaus genutzt. Zudem war ein Kino untergebracht. Mittlerweile befinden sich neben Wohnappartements und Büros auch Geschäfte und eine Bank im Gebäude.
Seit 1995 ist das Gebäude als Bien de Interés Municipal klassifiziert.